# 100-Meilen-Rennen von Keimola 1970

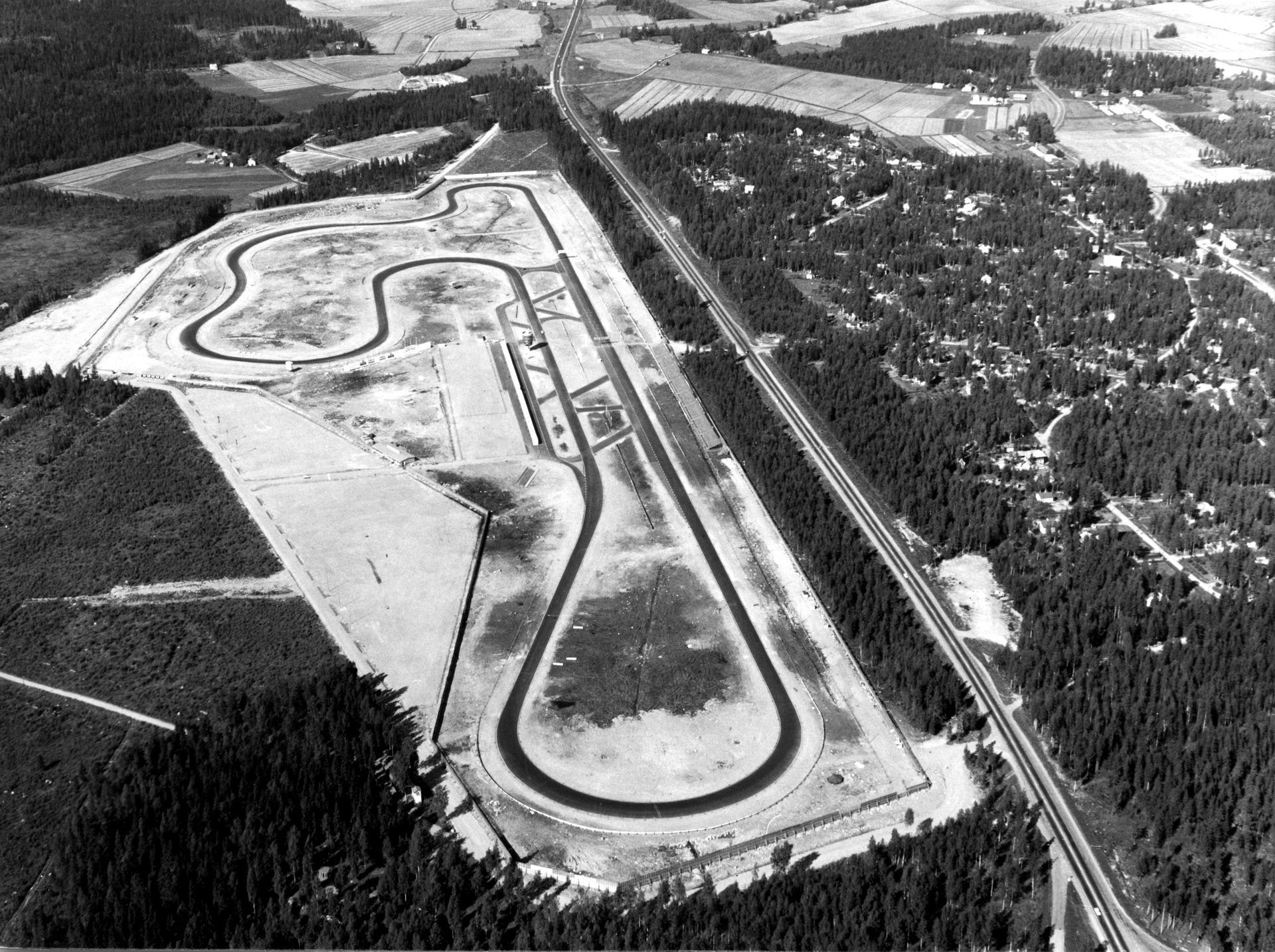
Keimolan Moottoristadion

Das 100-Meilen-Rennen von Keimola 1970, auch Finish Grand Prix, Keimola, fand am 23. August auf dem Keimolan Moottoristadion statt und war der vierte Wertungslauf der Interserie dieses Jahres.

## Das Rennen
Durch das Rennen in Keimola kam die noch junge Rennserie erstmals nach Skandinavien. Das Keimolan Moottoristadion lag in Vantaa und wurde von Curt Lincoln, dem Schwiegervater von Jochen Rindt, erbaut. Das Rennen ging über eine Distanz von 100 Meilen, was einer Fahrzeit von knapp einer Stunde entsprach. Lokalmatador Leo Kinnunen bestritt das Rennen auf einem McLaren M12, musste sich jedoch mit dem achten Gesamtrang zufriedengeben. Im Ziel hatte er zwei Runden Rückstand auf den Sieger Gijs van Lennep im Porsche 917K.

## Ergebnisse

### Schlussklassement
| 1           | SR + 2.0 | 3  | A.A.W. Racing Team    | Gijs van Lennep       | Porsche 917K      | 50 |
| 2           | SR + 2.0 | 2  | Gesipa Racing Team    | Jürgen Neuhaus        | Porsche 917K      | 50 |
| 3           | SR + 2.0 | 14 | Ecurie Bonnier        | Ronnie Peterson       | Lola T70 Mk.3B GT | 50 |
| 4           | SR + 2.0 | 8  | Martini Racing Team   | Gérard Larrousse      | Porsche 908/02    | 50 |
| 5           | SR + 2.0 | 6  | Racing Team VDS       | Teddy Pilette         | Lola T70 Mk.3B GT | 50 |
| 6           | SR + 2.0 | 9  | Martini Racing Team   | Helmut Marko          | Porsche 908/02    | 49 |
| 7           | SR + 2.0 | 4  | David Piper           | David Piper           | Porsche 917K      | 48 |
| 8           | SR + 2.0 | 15 | Bill Bradley Racing   | Leo Kinnunen          | McLaren M12       | 48 |
| 9           | SR + 2.0 | 17 | Hans-Dieter Blatzheim | Hans-Dieter Blatzheim | Porsche 907       | 46 |
| 10          | SR + 2.0 | 7  | Helmut Krause         | Helmut Krause         | Porsche 907       | 45 |
| Ausgefallen |          |    |                       |                       |                   |    |
| 11          | SR + 2.0 | 1  | Deutsche Auto Zeitung | Helmut Kelleners      | March 707         | 5  |
| 12          | SR + 2.0 | 10 | Bosch Racing Team     | Niki Lauda            | Porsche 908/02    |    |

### Nur in der Meldeliste
Hier finden sich Teams, Fahrer und Fahrzeuge, die ursprünglich für das Rennen gemeldet waren, aber aus den unterschiedlichsten Gründen daran nicht teilnahmen.
| Pos. | Klasse   | Nr. | Team           | Fahrer            | Chassis           |
| ---- | -------- | --- | -------------- | ----------------- | ----------------- |
| 13   | SR + 2.0 | 5   |                | Helmut Leuze      | Porsche 908/02    |
| 14   | SR + 2.0 | 11  |                | Charles Graemiger | Chevron           |
| 15   | SR + 2.0 | 12  | Ecurie Bonnier | Jo Bonnier        | Lola T70 Mk.3B GT |
| 16   | SR + 2.0 | 16  | Stefan Sklenar | Stefan Sklenar    | Lola T70 Mk.3B GT |

### Klassensieger
| Klasse   | Fahrer          | Fahrzeug     | Platzierung im Gesamtklassement |
| -------- | --------------- | ------------ | ------------------------------- |
| SR + 2.0 | Gijs van Lennep | Porsche 917K | Gesamtsieg                      |

### Renndaten
- Gemeldet: 16
- Gestartet: 12
- Gewertet: 10
- Rennklassen: 1
- Zuschauer: unbekannt
- Wetter am Renntag: unbekannt
- Streckenlänge: 3,300 km
- Fahrzeit des Siegerteams: 1:04:27,750 Stunden
- Gesamtrunden des Siegerteams: 50
- Gesamtdistanz des Siegerteams: 165,000 km
- Siegerschnitt: 154,687 km/h
- Pole Position: Jürgen Neuhaus – Porsche 917K (#2) – 1:15,910
- Schnellste Rennrunde: Jürgen Neuhaus – Porsche 917K (#2)
- Rennserie: 4. Lauf zur Interserie 1970